# Húsið
Húsið é um filme de drama islandês de 1983 dirigido e escrito por Egill Eðvarðsson. Foi selecionado como representante da Islândia à edição do Oscar 1984, organizada pela Academia de Artes e Ciências Cinematográficas.

## Elenco
- Róbert Arnfinnsson
- Þóra Borg
- Borgar Garðarsson
- Jóhann Sigurðsson
- Helgi Skúlason
- Árni Tryggvason
- Helga Ragnheiður Óskarsdóttir
- Lilja Þórisdóttir - Bjorg